# Lamontzée
Lamontzée is een deelgemeente van de Belgische gemeente Burdinne, provincie Luik. Tot 1977 was Lamontzée een zelfstandige gemeente.

## Geografisch
Het dorp ligt in de valleien van de Burdinale en een zijriviertje, de ruisseau des Gottes, en maakt deel uit van het Natuurpark van de Valleien van de Burdinale en de Mehaigne.

## Geschiedenis
De plaats zou ten minste bewoond zijn sinds de Romeinse periode. Op de Cortil-au-Puits - een heuvel die de vallei van de Burdinale domineert - werden funderingen aangetroffen die, hoewel ze tot nog toe niet onderzocht werden, van Belgo-Romaanse origine heten te zijn. "Lamontzée" zou "woonplaats op een hoogte" betekenen.
Tijdens de Middeleeuwen behoorde het dorp tot het graafschap Moha, dat in 1225 voor een groot deel naar het patrimonium van de bisschop van Luik overging.
Maar in Lamontzée bestond tijdens het ancien régime ook een inmiddels verdwenen kasteel dat de naam "Nuwecourt" droeg en van het feodaal hof van Namen afhing. In 1340 hoorde het toe aan Baudouin de Saint-Servais. In 1786 werd het door de familie Dauvin aan Pierre-Joseph Plomteux verkocht.
Het dorp leefde traditioneel bijna uitsluitend van de landbouw; een omstandigheid die de laatste decennia ingrijpend veranderde. Van de zeven actieve hoeves die Lamontzée in 1970 telde, was er in 2005 nog slechts één (de hoeve Dethier, in de schaduw van de kerktoren) in bedrijf. Het dorp is vandaag vooral residentieel en voor handel en vrijwel alle diensten afhankelijk van de grotere dorpen (Burdinne, Braives) en stadjes (Hannuit, Hoei of Andenne) in de omgeving. De gemeenteschool werd al in 1967 gesloten. Lamontzée breidt zich enigszins uit ter hoogte van de Ferme de la Neffe, ten oosten van de dorpskom.

## Bezienswaardigheden

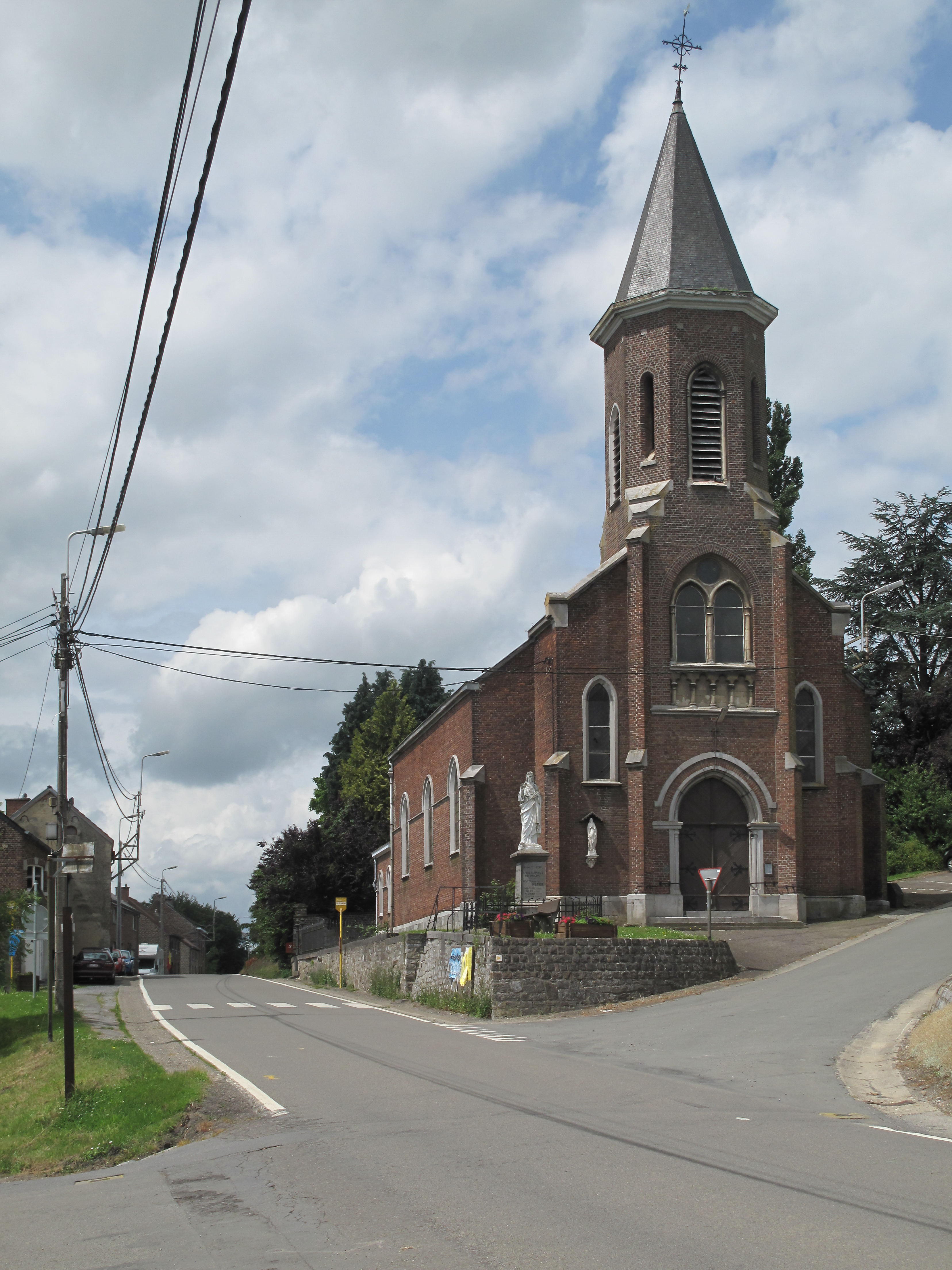
Sint-Mauritiuskerk

- De Sint-Mauritiuskerk (Église Saint-Maurice) Tijdens het Ancien Régime had het vrouwenkapittel van Andenne het patronaatsrecht van de parochie in handen. De oude, romaanse kerk stond in de Rue de l'Église en werd omgeven door het kerkhof. In 1844 en 1859 werden plannen afgeleverd voor respectievelijk de restauratie (architect Jean-Jacques Dormal) en herbouw (architect Alfons Cuypers) van dit bedehuis, maar geen van beide projecten kwam ooit van de grond. Op 7 juli 1861, kort voor de afbraak, werd van deze kerk nog een plan gemaakt. In 1863 werd gekozen voor de bouw van een nieuwe, neogotische kerk naar plannen van architect Jean-Lambert Blandot (1835-1885) van Hoei. De werken werden uitgevoerd door plaatselijk ondernemer Gilles-Joseph Cornet. De sacristie werd in 1866 aan het geheel toegevoegd. Het meubilair dateert grotendeels uit dezelfde periode als de kerk. Het lijkt alsof vanuit de oude kerk enkel de doopvont en een kruisbeeld (beide uit de 16e eeuw), enkele heiligenbeelden (Sint-Rochus van Montpellier en Sint-Pieter Apostel uit de 18e eeuw) en wat liturgische vaatwerk (17e, 18e en 19e eeuw) werd overgebracht.
- Schuin voor de hoofdingang van de kerk staat het monument voor de gesneuvelden van Lamontzée. Het werd na de Eerste Wereldoorlog opgericht boven de graven van vier gesneuvelde soldaten uit het dorp. In 2006 werd het gerestaureerd.
- Het Château de la Rochée aan de Rue des Rochers. Het imposante kasteel van Lamontzée ligt verscholen in een heuvelend en bebost park. Het uit bak- en kalksteen opgetrokken gebouw dateert uit de 19e eeuw maar werd gebouwd op de fundamenten van een 18e-eeuwse kasteelhoeve. Het domein van la Rochée behoorde achtereenvolgens toe aan de families de Lochon, Lemaire en de Woot de Trixhe. In 1914 werd het verkocht aan Henry de Brouchoven de Bergeyck, wiens familie er nog steeds woont. In 1918 werd een kapel aangebouwd en in 1922 volgde nog een fraai bijgebouw.

Zie ook: Vissoul

## Demografische evolutie
Opm:1831 t/m 1970=volkstellingen op 31 december, 1976= inwoneraantal op 31 december

## Nabijgelegen kernen
Burdinne, Oteppe